# آدامسون-اریک
آدامسون-اریک (استونیایی: Adamson-Eric; ۱۸ اوت ۱۹۰۲ – ۲ دسامبر ۱۹۶۸) یک نقاش اهل استونی بود.
نام اصلی وی اریک کارل هیو آدامسون بود که در شهر تارتو به دنیا آمد، او چهارمین فرزند یان و آنا آدامسون بود، وی پس از گذراندن تحصیلات در استونی برای ادامه تحصیل به برلین و سپس به پاریس مهاجرت کرد، آدامسون در ژوئن و ژوئیه ۱۹۲۸ به همراه ادوارد ویرالت و کریستیان تدر یک نمایشگاه هنری در شهر تالین راه‌اندازی کردند

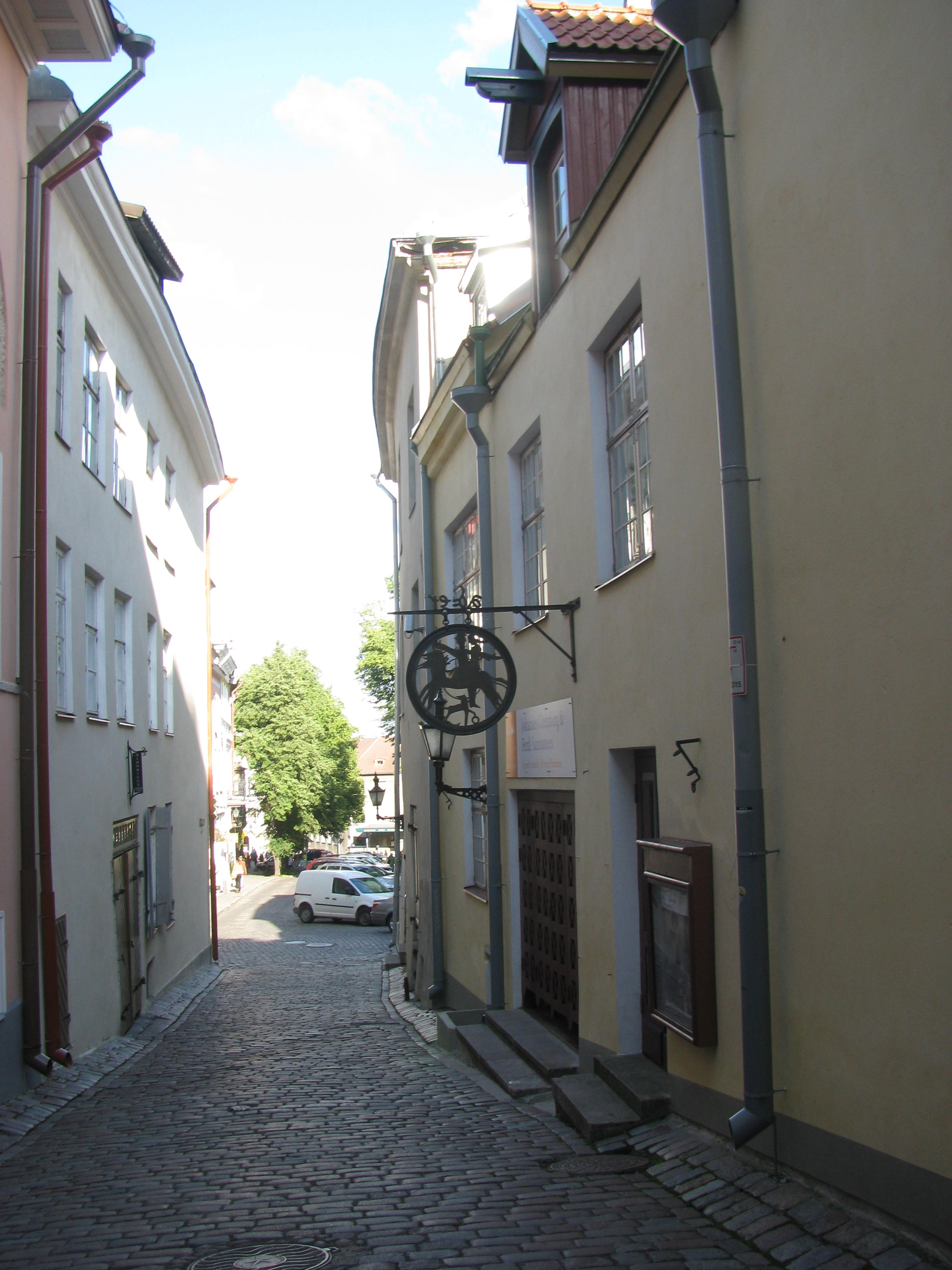
موزه آدامسون-اریک
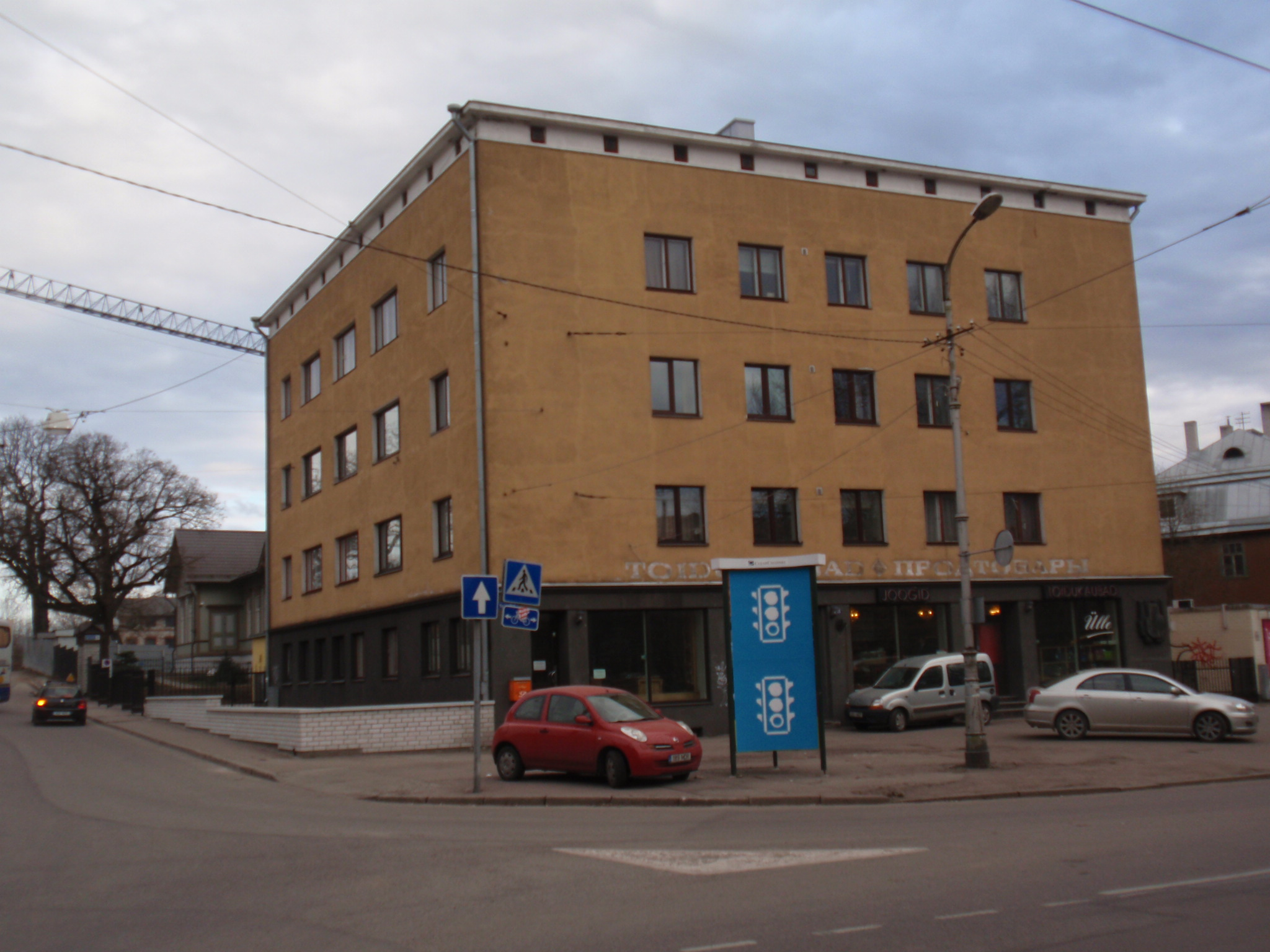
خانه آدامسون-اریک از سال ۱۹۳۶ تا ۱۹۶۸